# Cristina Saavedra
Cristina Saavedra Pita (La Coruña, España, 13 de noviembre de 1975) es una periodista y presentadora española.

## Biografía
Licenciada en periodismo por la Universidad de Santiago de Compostela, inició su trayectoria profesional como reportera en la Televisión de Galicia donde posteriormente fue presentadora de informativos durante cuatro años.
Más tarde daría el salto a la televisión nacional, convirtiéndose en un rostro popular gracias al programa de corazón Ahora, un espacio que comenzó siendo diario (de lunes a viernes) y que en un principio copresentaba junto con el también periodista gallego Liborio García. Finalmente pasó a hacerse cargo del programa en solitario y la periodicidad de este pasó a ser semanal, los sábados. Ahora estuvo en emisión en Antena 3 durante casi seis años, desde 2000 hasta el verano de 2006, emitiéndose más de quinientos programas.
Poco después de que finalizara Ahora, Saavedra fichó por La Sexta, donde volvió al género del informativo. Desde septiembre de 2006 hasta finales del 2012 fue la presentadora sustituta del informativo de noche de los domingos de La Sexta Noticias, el más visto de la cadena, con una audiencia que ronda el 11 % de cuota de pantalla.[cita requerida] Actualmente presenta La Sexta Noticias 2ª Edición (20h)
También es destacable su labor humanitaria, siendo la responsable del proyecto de la ONG Global Humanitaria en Costa de Marfil.
En 2016 se le concedió el Premio Antena de Oro 2016, galardones que anualmente concede la Federación de Asociaciones de Radio y Televisión de España, por su labor como presentadora de Noticias 20 Horas, de La Sexta.
La presentadora participa en 2017, de forma recurrente, en la serie La casa de papel, de Antena 3, en su papel de presentadora de laSexta Noticias, llegando a formar parte de 8 episodios.
En 2019, vuelve a aparecer como presentadora de laSexta Noticias en La casa de papel, esta vez en Netflix

## Filmografía

### Serie de televisión
| Año         | Serie            | Canal              | Personaje       | Notas        |
| ----------- | ---------------- | ------------------ | --------------- | ------------ |
| 2002        | Un paso adelante | Antena 3           | Ella misma      | 1 episodio   |
| 2017 - 2020 | La casa de papel | Antena 3 / Netflix | Presentadora TV | 11 episodios |